# Thysanoprymna haemorrhoides
Thysanoprymna haemorrhoides är en fjärilsart som beskrevs av William Schaus 1905. Thysanoprymna haemorrhoides ingår i släktet Thysanoprymna och familjen björnspinnare. Inga underarter finns listade i Catalogue of Life.